# Novodar, Hrebinka
Novodar (în ucraineană Новодар) este un sat în comuna Mareanivka din raionul Hrebinka, regiunea Poltava, Ucraina.

## Demografie
Componența lingvistică a localității Novodar
     Ucraineană (96,09%)
     Rusă (3,91%)
Conform recensământului din 2001, majoritatea populației localității Novodar era vorbitoare de ucraineană (96,09%), existând în minoritate și vorbitori de rusă (3,91%).